# 岐阜美容専門学校
岐阜美容専門学校（ぎふびようせんもんがっこう）とは、学校法人岐阜美容学園が運営する岐阜市にある私立の専修学校。

## 概要
- 前身は岐阜市立理容美容専門学校（1951年開校）である。2000年に岐阜市立理容美容専門学校が廃校されたさい、施設が学校法人岐阜美容学園に譲渡された。
- 通信課程を行っており、美容院で働きながら美容師の国家資格を目指すことも可能である。

## 学科
- 美容科
  - 専門課程（昼間）　2年
  - 通信課程　3年

## 沿革
- 2000年（平成12年） - 岐阜市立理容美容専門学校が廃校。学校法人岐阜美容学園に譲渡され、岐阜理容美容専門学校として開校。施設などは旧・岐阜市立理容美容専門学校の施設（当時の岐阜市鏡島字古川310－8）を使用する。
- 2004年（平成16年） - 理容科を廃止。岐阜美容専門学校に改称する。現在地に移転する。

## 所在地
- 岐阜市金園町2-1

## 交通機関
- 岐阜バス「徹明町」バス停下車、徒歩すぐ
- 東海道本線・高山本線岐阜駅下車、徒歩15分
- 名古屋鉄道名古屋本線・各務原線名鉄岐阜駅下車、徒歩10分